# East Dubuque
La ville américaine d’East Dubuque est située dans le comté de Jo Daviess, dans l’État de l’Illinois, sur les rives du Mississippi, en face de la ville de Dubuque, Iowa. East Dubuque est situé à 3 km de la frontière avec le Wisconsin. Lors du recensement de 2010, sa population s’élevait à 1 704 habitants, estimée à 1 632 habitants en 2016.

## Histoire
La ville s'est appelée Dunleith jusqu'en 1879.

## Démographie
| Groupe            | East Dubuque | Illinois | États-Unis |
| ----------------- | ------------ | -------- | ---------- |
| Blancs            | 97,3         | 71,5     | 72,4       |
| Afro-Américains   | 1,1          | 14,6     | 12,6       |
| Métis             | 0,9          | 2,3      | 2,9        |
| Autres            | 0,4          | 7,0      | 7,3        |
| Océaniens         | 0,3          | 4,6      | 4,8        |
| Total             | 100          | 100      | 100        |
|                   |              |          |            |
| Latino-Américains | 0,4          | 15,8     | 16,7       |

Selon l’American Community Survey, pour la période 2011-2015, 98,65 % de la population âgée de plus de 5 ans déclare parler l'anglais à la maison, alors que 0,70 % déclare parler l'allemand et 0,64 % une autre langue.

## Personnalités
- Arthur Joseph O'Neill, évêque catholique.

## Source
- (en) Cet article est partiellement ou en totalité issu de l’article de Wikipédia en anglais intitulé « East Dubuque, Illinois » (voir la liste des auteurs).

1. ↑  (en) « East Dubuque, IL Population - Census 2010 and 2000 », sur censusviewer.com.
2. ↑  (en) « Population of Illinois - Census 2010 and 2000 », sur censusviewer.com.
3. ↑  (en) « Language spoken at home by ability to speak English for the population 5 years and over », sur factfinder.census.gov.